# ScyllaDB
ScyllaDB és un magatzem de dades de columna ampla NoSQL distribuït disponible en fonts. Va ser dissenyat per ser compatible amb Apache Cassandra alhora que s'aconseguia un rendiment significativament més alt i latències més baixes. Admet els mateixos protocols que Cassandra ( CQL i Thrift) i els mateixos formats de fitxer (SSTable), però és una implementació completament reescrita, utilitzant el llenguatge C++20 que substitueix el Java de Cassandra, i la biblioteca de programació asíncrona Seastar que substitueix la clàssica. Tècniques de programació de Linux com ara fils, memòria compartida i fitxers mapats. A més d'implementar els protocols de Cassandra, ScyllaDB també implementa l'API Amazon DynamoDB.
ScyllaDB utilitza un disseny fragmentat a cada node, el que significa que cada nucli de la CPU gestiona un subconjunt de dades diferent. Els nuclis no comparteixen dades, sinó que es comuniquen explícitament quan ho necessiten. Els autors de ScyllaDB afirmen que aquest disseny permet a ScyllaDB aconseguir un rendiment molt millor a les màquines modernes NUMA SMP i escalar molt bé amb el nombre de nuclis. Han mesurat fins a 2 milions de sol·licituds per segon en una única màquina  i també afirmen que un clúster ScyllaDB pot servir tantes sol·licituds com un clúster Cassandra 10 vegades la seva mida, i ho fan amb latències més baixes. Les proves independents no sempre han pogut confirmar aquestes millores de rendiment de 10 vegades i, de vegades, mesuraven acceleracions més petites, com ara 2x. Un punt de referència del 2017 de Samsung va observar l'acceleració de 10 vegades a les màquines de gamma alta: el punt de referència de Samsung va informar que ScyllaDB va superar a Cassandra en un grup de màquines de 24 nuclis per un marge de 10 a 37 vegades, depenent de la càrrega de treball ed YCSB.
ScyllaDB està disponible a les instal·lacions, als principals proveïdors de núvols públics o com a DBaaS (ScyllaDB Cloud).

## Història
ScyllaDB es va iniciar el desembre de 2014 per la startup Cloudius Systems (més tard rebatejada ScyllaDB Inc.), abans coneguda per haver creat OSv. Els cofundadors van ser Avi Kivity i Dor Laor. ScyllaDB es va publicar com a codi obert el setembre de 2015, sota la llicència AGPL. Els empleats de ScyllaDB Inc. segueixen sent els codificadors principals de Scylla, però el seu desenvolupament està obert al públic i utilitza repositoris públics de GitHub i llistes de correu públiques.